# アレクセイ・グバレフ
アレクセイ・アレクサンドロヴィチ・グバレフ（ロシア語: Алексей Александрович Губарев、1931年3月29日 - 2015年2月21日）は、ソビエト連邦の宇宙飛行士。ソユーズ17号とソユーズ28号ミッションで宇宙飛行を行った。

## 経歴
1952年にソビエト海軍航空学校を卒業し、ソ連空軍に従軍。1961年にガガーリン空軍学校を卒業し、黒海で飛行隊の司令官を務めた。
1963年1月8日、宇宙飛行士に選抜され、ソビエト月計画、後に軍事ソユーズミッションの訓練を受けた。1975年にソユーズ17号に船長として搭乗し、サリュート4号に滞在した。1978年には初のインターコスモス有人ミッションであったソユーズ28号に船長として搭乗し、チェコスロバキアのウラジミル・レメックとともに宇宙飛行を行う。
1981年9月1日に宇宙飛行士を引退。その後もガガーリン宇宙飛行士訓練センターで指示する立場にあったが、現在はすでに引退している。
1982年にはThe Attraction of Weightlessnessという本を出版している。